# Луис Хамилтън
Сър Люис Карл Дейвидсън Ха̀милтън (на английски: Sir Lewis Carl Davidson Hamilton) е британски автомобилен състезател, пилот от Формула 1 в тима на Ферари. Седемкратен световен шампион от Формула 1 през сезони 2008, 2014, 2015 и четири поредни титли от 2017 до 2020. Седемте титли на Хамилтън го поставят наравно с легендата Михаел Шумахер. Също така притежава рекордите за най-много победи (105), пол позишъни (104), подиуми (200) и общо точки (4461.5). Поради многото си успехи и рекорди, голям брой журналисти, експерти и пилоти го определят като най-добрия пилот за всички времена във Формула 1.
През декември 1995 г. по време на церемонията по раздаването на наградите на Autosport Awards десетгодишният Люис се приближава до тогавашния шеф на отбора McLaren Рон Денис и му казва: „Искам да се състезавам за теб някой ден... Искам да се състезавам за Макларън.“ По-малко от три години по-късно McLaren и Mercedes-Benz подписват с него по тяхната програма Young Driver Support.
След като печели британската Формула Рено, Формула Три Евросериите и GP2 шампионата, през 2007 г. той се качва в болид на Макларън и прави своя дебют Formula One 12 години след първата си среща с Денис. Договорът на Хамилтън по програмата за развитие на млади пилоти на McLaren го прави най-младият пилот, който подписва договор с отбор от Формула 1.
С чернокож баща и бяла майка, Хамилтън често е смятан за „първия чернокож пилот във Формула 1“, въпреки че Уили Т. Рибс тества болид през 1986 година.
В дебютния си сезон във Формула 1, Хамилтън завършва на второ място през сезон 2007, само на точка зад победителя Кими Райконен. Печели световния шампионат през следващия сезон.
С Мерцедес Луис Хамилтън печели множество победи в сезон 2014 и става световен шампион за втори път в своята кариера.
Повтаря успеха си от предната година, като влиза в люта битка със съотборника си в „Мерцедес“ Нико Розберг. Отношенията между двамата се влошават, а тяхното съперничество е на и извън пистата.
През 2016 проблемите за Хамилтън са много, въпреки че печели цели 10 състезания, междувременно повече подкрепа от отбора получава Розберг. Двамата катастрофират в Гран При на Испания и Австрия, което не се харесва на „Мерцедес“, защото започват да губят точки при конструкторите и отборът кара двамата пилоти да се помирят, но това, не се случва. Решаващото състезание се оказва Гран При на Малайзия, където Луис има проблеми с двигателя докато води пред Нико, с което разликата между двамата става прекалено голяма. Нико печели титлата с 5 точки преднина пред Хамилтън. Розберг се отказва в края на годината, а на негово място застава пилотът на Уилямс Валтери Ботас.
През сезон 2017 „Мерцедес“ за първи път от началото на новата Турбо ера (2014 г.) влизат в жестока конкуренция с друг отбор, а именно Скудерия Ферари. В основен съперник на Луис се превръща Себастиан Фетел, като до лятната пауза именно германецът води в класирането. След Гран При на Сингапур обаче всичко се променя. Себастиан катастрофира, а в следващите няколко състезания проблеми застигат колата му, което отваря възможност Хамилтън да натрупа солидна преднина и да спечели шампионата 3 кръга преди края на сезона.
Сезон 2018 е изпълнен с изключително много интересни и напрегнати надпревари, като Ред Бул също взимат победи. Въпреки всичко Мерцедес и Ферари отново определят темпото на повечето писти, а индивидуалната битка отново е между Хамилтън и Фетел. В първите 2/3-ти от сезона Ферари имат леко предимство благодарение на вече по мощния си двигател и на аеродинамиката си, и докато Ботас изпитва трудности, Хамилтън натрупва достатъчно точки за да е изравнен на върха с Фетел. В Сингапур Ферари и Фетел са фаворити, но лоши решения ги препъват. Хамилтън записва една от най-добрите си квалификации в кариерата (според Тото Волф може би най-добрата) и спечелва комфортно. В следващите състезания Луис получава напълно подкрепата на отбора (включително и отстъпена победа на Ботас), а Ферари не успяват да интегрират перфектно новите си части. Фетел допуска още няколко индивидуални грешки и по този начин почти безгрешният Луис печели петата си титла. Така той изравнява легендарния пилот Хуан Мануел Фанджо.
От тестовете през зимата на 2019, не изглежда, че някой от фаворитите има голямо предимство. Още в първото състезание обаче се вижда че „драстичната“ в аеродинамично отношение кола на Ферари (много ниско челно съпротивление) няма да има шанс да се бори на бавните и средно бързи писти с Мерцедес, които са заложили на точно противоположна идея за повече притискане. Хамилтън взима категорично пол позишъна, но напълно преобразеният Валтери Ботас (шеговито наречен от феновете „Ботас 2.0“) доминира в състезанието и го печели с огромна разлика. В останалата първа третина от сезона Хамилтън и Ботас си поделят победите. В Гран При на Канада Ферари показват страхотна скорост на бързата писта Жил Вилньов. В състезанието Луис не допуска по-бързия Фетел да натрупа преднина, и след като по средата на надпреварата Себастиан не може да спре за един от шиканите, Луис се опитва да го изпревари и е затворен от своя опонент до стената. Стюардите се намесват, като взимат много спорното решение да накажат Фетел с 5 секунди, което автоматично прави Луис победител. През летните месеци се изреждат купища драматични състезания, след които Хамилтън комфортно увеличава разликата си с втория в класирането. В Гран При на Унгария той води епична битка с Макс Верстапен и я печели като прави един стоп повече от Макс, но след серия от „квалификационни“ обиколки, Луис го настига и изпреварва. На Монца и на Спа Ферари доминират, но все пак Луис отново успява да надхвърли възможностите на колата и записва два подиума. В края на сезона Мерцедес прекратяват почти напълно развитието на болида. Това не спира Хамилтън да запише необходимите резултати, за да грабне титла номер 6, което го приближава само на една от абсолютния рекорд на Михаел Шумахер. Този факт кара множество журналисти, експерти и пилоти да го наредят редом до Сена и Шумахер като един от най-великите пилоти за всички времена.
Сезон 2020 започва отлично за Мерцедес. Екипът от Бракли е създал легендарната W11 кола, която доминира абсолютно през сезона и записва едни от най-добрите резултати на не малка част от пистите. Люис Хамилтън и Валтери Ботас си поделят победите през сезона, като Люис успява да спечели цели 11 от всичките 17 старта за годината. Валтери Ботас и Макс Верстапен имат по 2 победи. По време на Гран При на Великобритания, Люис има технически проблеми (спукана предна лява гума) в последната обиколка от състезанието, но зашеметяващата преднина от над 30 секунди пред вторият (Макс Верстапен) му осигурява победата, въпреки проблемите. В Гран При на Турция, Люис печели състезанието и своята 7-ма световна титла, като това го нарежда до Михаел Шумахер по брой спечелени титли, като Хамилтън по това време е абсолютен рекордьор по брой победи в Гран При, пол позишъни, най-бързи обиколки и куп други рекорди. 
Сезон 2021 за Мерцедес е също много силен, като отборът от Бракли отново печели титлата при конструкторите. Люис Хамилтън и Макс Верстапен влизат в невероятна битка за шампионата при пилотите от началото до самият край на сезона. На два пъти двамата катастрофират и отпадат (в Италия и Великобритания, където Макс катастрофира след контакт с Люис, а Люис е наказан с 10 секунди, което не успява да го спре да спечели домашното си състезание.) В Бразилия, Хамилтън стартира от дъното на колоната и успява да си проправи път напред и да спечели състезанието. Много експерти и пилоти смятат това за завръщане от дъното на решетката до победата, като едно от най-добрите пилотирания за всички времена. В последният старт за 2021 година в Абу Даби, Хамилтън и Верстапен са с равен брой точки. 5 обиколки преди краят, Люис има комфортна преднина от около над 10 секунди пред вторият - Верстапен. Катастрофа на пилотът на Уилямс - Николас Латифи обаче предизвиква кола за сигурност и разликата между двамата претенденти е стопена. След спорно решение на рейс контрола състезанието да бъде подновено в последната обиколка, Макс Верстапен с по-новите и бързи гуми успява да изпревари Хамилтън и печели титлата при пилотите. Според мнозина експерти, действията на рейс контрола относно подновяването на надпреварата в последната обиколка са били много спорни и противоречиви. Феновете наричат това състезание, най-големият обир в историята на спорта, като смятат, че Люис е трябвало да бъде шампион за 2021 година. Така Хамилтън не успява да подобри рекорда за най-много спечелени титли при пилотите и остава със 7.
Сезон 2022 е наричан от мнозина слаб за Мерцедес, като Хамилтън не записва нито една победа за целият сезон, докато съотборникът му Джордж Ръсел записва само една. 
През 2023 нещата се подобряват за Мерцедес и Хамилтън, като Люис успява да се добере до подиума не малко пъти, по време на жестоката доминация на отборът на Ред Бул. Хамилтън завършва 3-ти в генералното класиране за сезона зад двамата пилоти на Ред Бул - Серхио Перес и Макс Верстапен. 
През 2024 отборът на Мерцедес, изглежда по-отслабен от предходната година, като в началото на сезона Люис изпитва затруднения с болида и не се бори за подиуми. Въпреки това, Мерцедес подобрява представянето и болида си и Хамилтън успява да запише 2 победи за сезона, като първата, от които е домашната му Гран При на Великобритания, а втората е в Гран При на Белгия на пистата Спа Франкоршамп. На Спа, Хамилтън повежда в началото на състезанието, съотборника му Джордж Ръсел, обаче избира стратегия с 1 спиране в бокса, докато Хамилтън спира два пъти. Люис застига Джордж въпреки единия стоп повече, но не успява да го изпревари до края на състезанието. След краят на състезанието Джордж Ръсел е дисквалифициран заради тегло по-ниско от минималното допустимо на болида и победата отива при Хамилтън.
През сезон 2025 Хамилтън се присъединява към отборът на Скудерия Ферари, като напуска Мерцедес след 12 годишният си престой в отборът от Силвърстоун. Хамилтън започва колебливо първото си състезание, но още в Гран При на Китай печели пол позишън за Спринта в петък, а в събота записва и първата си победа като пилот на Ферари в спринта в Китай. 

## Биография
Роден е на 7 януари 1985 г. в град Стивънидж, графство Хартфордшър, Англия.
Кръстен е на легендарния лекоатлет Карл Луис. Майката на Хамилтън, Кармен Ларбалейстър, е бяла британка, а баща му, Антъни Хамилтън, е чернокож британец.
Родителите му се разделят, когато той е на две, и той заживява с майка си и двете си доведени сестри Никола и Саманта, когато става на дванайсет, започва да живее с баща си, мащехата си Линда и полубрат си Никола (който страда от церебрална парализа). Люис страда от дислексия, която е диагностицирана, когато е на 17, а също така и от СДВХ (Синдром на дефицит на вниманието и хиперактивност).
Възпитан е като католик от баща си.
През 1991 г., когато е на шест, той получава подарък радиоуправляема количка от баща си. Завършва на второ място в националния шампионат BRCA следващата година. Тогава той казва: „Аз се състезавах с тези радиоуправляеми колички и печелих клуб първенства срещу възрастни.“ Баща му купува първия карт като коледен подарък на шест години и му казва, че ще подкрепи кариерата на сина си, стига той да работи усилено в училище. Подкрепата за сина му се оказва проблем, което го накарва да напусне поста си като ИТ мениджър и става изпълнител. В някои периоди дори работи на три места, опитвайки се да присъства на всички състезания на сина си. Той по-късно създава своя собствена компютърна компания паралелно работейки на пълно работно време като мениджър на Хамилтън. Към момента мениджър на Луис е Саймън Фулър.
Хамилтън получава средното си образование в John Henry Newman School – доброволно подпомагана гимназия в Стивънидж, Хертфордшир. Наред с интереса си за състезания, той играе футбол за училищния отбор заедно с английския национал Ашли Йънг. Хамилтън казва, че ако не е станал пилот, е щял да стане футболист или крикет играч.
През февруари 2001 г. постъпва в частния колеж Cambridge Arts and Sciences (CATS) в Кеймбридж. На пет години ходи на уроци по карате, за да се защитава от тормоза в училище.

## Състезателна кариера

### Картинг
Започва да се занимава с картинг, когато е на 8-годишна възраст, като бързо привиква с управлението и започва да печели състезания и шампионати. Както повечето пилоти във Формула 1 и Луис Хамилтън започва кариерата си в състезания по картинг, като печели редица титли в тези надпревари – на 10 години печели британския шампионат по картинг, а в следващите няколко години добавя още четири титли към колекцията си. През 2000 г. Хамилтън печели европейското и световното първенство по картинг и е обявен за най-добрия състезател за сезона на възраст от 15 години.
Последователно преминава през следните класове:
- „Кадет“ (1995 – 1996)
- „Кадет Джуниър Ямаха“ (1997)
- „Джуниър Интернейшънъл“ (1998 – 1999)
- „Формула А“ (2000)

„Британскияt клуб на пилотите“ го обявява за „Изгряваща звезда“ през 2000 година.

### Джуниър Формула
Хамилтън започва своята състезателна кариера през 2001 година в „Британските зимни серии Рено“ (British Formula Renault Winter Series), завършвайки трети в класирането. През 2002 година се състезава във „Формула Рено UK“ за тима на „Manor Motorsport“. Отново завършва трети в генералното класиране, печелейки три победи и три пол-позишъна през годината. Състезава се за екипа на „Manor Motorsport“ четири години и печели 10 победи. През 2001 година той се състезава в зимните серии на Формула Рено, където завършва на пето място, през 2002 година участва във Формула Рено и в края на сезона се нарежда на трето място. Той остава във Формула Рено и през следващия сезон, когато печели титлата, осигурявайки си я два кръга преди края на надпреварата. През 2004 година, на 19-годишна възраст Хамилтън преминава във Формула 3 евросериите с екипа на Манор, а през следващата година печели надпреварата с тима на ASM.

## Формула 1

### Макларън

#### 2007
На 13-годишна възраст Хамилтън е включен в програмата за развитие на млади пилоти на Макларън и по този начин се превръща в най-младия състезател, който сключва договор с отбор от Формула 1. В началото на септември 2006 година, Рон Денис го обявява официално за втори пилот в тима за сезон 2007.
През сезон 2006 Хамилтън се състезава в сериите GP2, където с пет победи си осигурява първото място в крайното класиране. На 24 ноември 2006 година Макларън-Мерцедес официално обявява, че Луис Хамилтън ще се състезава за „Сребърните стрели“ през 2007 година.
Официалният му дебют е на 18 март 2007 г. Той стартира от четвърта позиция и завършва трети на Гран При на Австралия на пистата Албърт Парк. Именно през 2007 г. Хамилтън прави невероятно представяне, като в средата на сезона заема първо място при пилотите с 58 точки, 10 повече от съотборника си Фернандо Алонсо. В първите 10 състезания от 2007 г. винаги завършва сред първите трима. Първото състезание, което печели е на 10 юни 2007 г. в Канада. Една седмица по-късно печели и състезанието на пистата Индианаполис в САЩ.
До последното състезание е лидер в шампионата, но губи титлата по драматичен начин. Завършва сезона втори, на 1 точка от Кими Райконен.

#### 2008
През 2008 г. спечелва пет победи и става шампион по изключително драматичен начин. В последното състезание, Луис трябва да завърши поне 5-и. Стартира четвърти, като държи петата позиция почти през цялото време. Но на изключително мократа писта Интерлагос, три обиколки преди края е изпреварен от Себастиан Фетел. Междувременно болидите на Тойота не сменят своите меки с твърди гуми и започват да забавят темпото си. А именно целта вече пред Хамилтън е да заеме 5-ата позицията на пилота на Тойота Тимо Глок. И в последната писта от календара, в последна обиколка, в последния завой, Хамилтън успява да изпревари Глок и да се върне в печеливша позиция печелейки титлата с една точка повече от Фелипе Маса. Така той става най-младият световен шампион във Формула 1.

#### 2009
Шампионатът през 2009 не минава така добре за Луис. Болидите на Браун ГП и тези на Ред Бул са най-бързите на пистата. Хамилтън взима само две победи в Унгария и в Сингапур.

#### 2010
В началото на сезона от 2010 година Хамилтън се задоволява с няколко подиума което го прави трети след пилотите на Ред Бул Фетел и Уебър. В средата на сезона Луис грабва победата за Голямата награда на Белгия и се класира на 2-ро място на Голямата награда на Корея при което той си връща шансовете за спечелване на титлата но след три отпадания шансовете му за спечелване на титлата са само математически и в крайна сметка той се класира на 4-то място.

#### 2011
Стартира сравнително успешно сезона, като печели Гран При на Китай, качва се на подиума в Австралия и в Испания, печели Гран При на Германия. След като отпада на Спа (Голяма награда на Белгия, поради сблъсък при опит за изпреварване над Камуй Кобаяши, и петото място в Сингапур шансовете му за крайна победа изчезват. Към края на сезона, в Корея, успява да спре серията от 15 поредни спечелени квалификации от пилотите на Ред Бул. В предпоследното състезание – ГП Абу Даби кара безпогрешно и след отпадането на Себастиан Фетел, както и с помощ от пилота на HRT Даниел Рикардо, който  по време на влизане в бокса забавя Алонсо, печели третата си победа за сезона, която го нарежда на пето място в крайното класиране.
През 2011 Хамилтън подобрява рекорда за най-много наказания от стюардите за един сезон.

#### 2012
Хамилтън остава в Макларън Мерцедес заедно с Бътън за сезон 2012. През сезона той претърпява няколко инцидента. Също така има и много проблеми с болида. В една част от сезона води в класирането при пилотите, но се появяват много проблеми за него и в края на сезон 2012 финишира едва 4-ти на 91 точки от първия – Себастиан Фетел. Преди това Хамилтън официално подписва с германския отбор Мерцедес AMG и от сезон 2013 се състезава в Мерцедес AMG заедно с Нико Розберг.